# Colloquium Lubelskie
Colloquium lubelskie – zjazd (synod) zwołany na 24 stycznia 1680 w Lublinie przez Jana III Sobieskiego. Celem spotkania miało być pojednanie wyznawców prawosławia i unitów. Przygotowano projekt zgody pomiędzy oboma wyznaniami, jednak do ugody nie doszło z powodu protestu prawosławnych (zwłaszcza bractw cerkiewnych, m.in. ze Lwowa), którzy nie chcieli brać udziału w zgromadzeniu zwołanym bez wiedzy patriarchy Konstantynopola. W efekcie do pojednania nie doszło, a colloquium przyniosło latynizację Kościoła unickiego w Rzeczypospolitej, czyli dostosowanie liturgii i sztuki cerkiewnej do liturgii Kościoła rzymskokatolickiego.
Zebrani na colloquium biskupi uniccy, a zwłaszcza metropolita kijowski Cyprian Żochowski, wystąpili z postulatami reformy liturgicznej Kościoła greckokatolickiego przez upodobnienie jego rytu do liturgii łacińskiej jako doskonalszej. Z powodu braku własnych ksiąg cerkiewnych przez pierwsze dziesięciolecia po zawarciu unii brzeskiej księża uniccy korzystali z ksiąg prawosławnych. Dopiero w 1682 r. Cyprian Żochowski zwrócił się do papieża Innocentego XI z prośbą o zgodę na otwarcie greckokatolickiej drukarni. Zgodę uzyskał i w 1683 roku otwarto drukarnię w Supraślu.
Proces latynizacji wzmógł się po synodzie zamojskim. 
Próbę pojednania unitów i dyzunitów podjęto ponownie na zjeździe w Warszawie (1681), jednak po raz kolejny bez efektów. 
Natomiast po kilkunastu latań latach starań uzyskano przystąpienie do unii: diecezji przemyskiej (1692), lwowskiej (1700) i łuckiej (1702). Nawet cerkiewne bractwo lwowskie przyjęło (1708) unię, pod warunkiem, że zachowa niezależności od biskupa (status stauropigii).
Colloquium opisał Żochowski w wydanym we Lwowie dziele Colloquium lubelskie między zgodną i niezgodną bracią narodu ruskiego vigore konstytucji warszawskiej na dzień 24 stycznia anno 1680 złożone...